# Mîroslavka, Berdîciv
Mîroslavka (în ucraineană Мирославка) este localitatea de reședință a comunei Mîroslavka din raionul Berdîciv, regiunea Jîtomîr, Ucraina.
Localitatea face parte din regiunea istorică Volânia, iar după tratatul de pace de la Riga din 1921 a devenit parte a Uniunii Sovietice.

## Demografie
Componența lingvistică a localității Mîroslavka
     Ucraineană (98,05%)
     Rusă (1,23%)
Conform recensământului din 2001, majoritatea populației localității Mîroslavka era vorbitoare de ucraineană (98,05%), existând în minoritate și vorbitori de rusă (1,23%).